# سميحه اس
سميحه اس (بالتركية: Semiha Es)‏ عاشت من 1912 إلى 12 ديسمبر 2012 في اسطنبول. وهي أول سيدة تركية تعمل مراسلة ومصورة لتغطية أحداث الحروب. وهي زوجة الصحفي المشهور حكمة فريدون اس. كانت تُعد من أوائل النساء اللاتي صوّرن الحروب.
بدأت التصوير بتقرير عن سفر زوجها. وقد كُلفت سميحة بتصوير الحرب في كوريا لصالح صحيفة الحرية. وقد تُوفيت سميحة بعد بلوغها مئة عام في 12 ديسمبر 2012 في منزلها في باشيكتاش وبالمومج في اسطنبول وقد دُفنت بجانب زوجها حكمة فريدون اس في مقبرة زينجيرلي كويو.